# Marcus Valerius Messalla (consul en -32)
Pour les articles homonymes, voir Valerius Messalla.
Marcus Valerius Messalla est un sénateur romain de la fin de la République romaine qui devient consul suffect en 32 av. J.-C.

## Famille
Il est très probablement le fils de Marcus Valerius Messalla Rufus, consul de 53 av. J.-C.,
Potitus Valerius Messalla, consul suffect en 29 av. J.-C., est probablement son frère alors que Marcus Valerius Messalla Corvinus, consul en 31 av. J.-C., serait son cousin.
Il ne semble pas avoir eu de fils biologique. Par conséquent, il adopte probablement Marcus Valerius Messalla Appianus, qui est peut-être le fils d'Appius Claudius Pulcher, consul en 38 av. J.-C.

## Biographie
En 53 av. J.-C., il est nommé triumvir Monetalis, c'est-à-dire membre du collège des trois magistrats officiels chargés de superviser la frappe de pièces de monnaie romaine.
Il ne prend a priori pas part dans les guerres civiles et les bouleversements politiques du second triumvirat. Il est nommé consul suffect en 32 av. J.-C. avec Lucius Cornelius Cinna après le départ des deux consuls éponymes Caius Sosius et Domitius Ahenobarbus, partisans d'Antoine, qui le rejoignent à Éphèse au début de la dernière Guerre civile de la République romaine,. Rien d'autre n'est connu de sa carrière après son consulat.
Il est peut-être le Marcus Valerius patron de la ville de Mallus, en Cilicie.